# خوسيه سالازار
خوسيه سالازار (بالإسبانية: José Luis Zalazar)‏ (مواليد 26 أكتوبر 1963) هو لاعب كرة قدم. يلعب مع منتخب الأوروغواي لكرة القدم. سبق له أن لعب في كأس العالم لكرة القدم مع منتخب بلاده.

## روابط خارجية
- خوسيه سالازار على موقع الاتحاد الدولي (مؤرشف)  (الإنجليزية)
- خوسيه سالازار على موقع قاعدة بيانات كرة القدم.إي يو (الإنجليزية)
- خوسيه سالازار على موقع ناشيونال فوتبول تيمز (الإنجليزية)